# Jean Hyppolite
Jean Hyppolite (Jonzac, 8 de enero de  1907 - París, 26 de octubre de  1968) fue un filósofo francés conocido principalmente por sus escritos sobre Hegel.
Entró a la Escuela Normal Superior de París al mismo tiempo que Jean-Paul Sartre y Raymond Aron. Consideraba a Maurice Merleau-Ponty «como su hermano»[cita requerida]. 
En sus tiempos de estudiantes asistió a los cursos de Alexandre Kojève, otro célebre comentarista de Hegel, sobre la Fenomenología del espíritu. Luego publicaría una traducción al francés de esa obra, así como un comentario detallado titulado Génesis y estructura de la Fenomenología del espíritu. Otras obras destacadas sobre Hegel son Introducción a la filosofía de la historia de Hegel y Lógica y existencia. 
Fue profesor de Michel Foucault en el Liceo Henri-IV y dirigió la Escuela Normal Superior de París entre 1954 y 1963. También fue profesor titular de la cátedra de Historia de los sistemas de pensamiento en el Collège de France, donde el mismo Foucault sería su sucesor.
En la ponencia titulada El orden del discurso, con la que Foucault se presentó en el Collège en 1970, dijo de él:

Jean Hyppolite realizaba sobre el fondo de un horizonte infinito una tarea sin término: siempre despierta pronto, su filosofía no estaba nunca dispuesta a
acabarse.

Gilles Deleuze, uno de sus alumnos más destacados, le dedica su libro Empirismo y subjetividad con el siguiente texto: «A Jean Hyppolite, homenaje sincero y respetuoso».